# Intramolecular
Intramolecular es un proceso o característica limitado al interior de la estructura de una única molécula; una propiedad o fenómeno limitado a la extensión de una sola molécula, dentro de la propia molécula.
Por ejemplo:
- transferencia de hidruro intramolecular (transferencia de un ion hidruro desde una parte de la molécula a otra dentro de la misma).
- enlace de hidrógeno intramolecular (un enlace de hidrógeno formado entre dos grupos funcionales dentro de la misma molécula)

En las reacciones orgánicas intramoleculares, los centros de reacción están contenidos dentro de la misma molécula. Esto crea una situación muy favorable para que se produzca la reacción, y por consiguiente a veces pueden tener lugar reacciones intramoleculares que en cambio no se producirían de ser una reacción intermolecular entre dos compuestos.
Un ejemplo de una reacción orgánica intramolecular es la condensación de Dieckmann.
- Datos: Q2945392